# Musaios av Aten
Musaios av Aten (namnet bildas som avledning från namnet på Muserna), var en mytisk urtids diktare i Aten, konsturad som parallellfigur till Orfeus, Linos, med flera.
Under hans namn spreds religiösa hymner och lärodikter med orfisk anstryckning, avslöjade som förfalskningar redan av Herodotos.